# Ingá
Ingá este un oraș în Paraíba (PB), Brazilia.